# Хассельквист, Фредрик
Фредрик Хассельквист (швед. Fredrik Hasselquist, 3 января 1722 — 9 февраля 1752) — шведский ботаник и врач, один из «апостолов Линнея».

## Биография
Фредрик Хассельквист родился 3 января 1722 года.
С 1741 года он учился в Уппсальском университете. Его учителем был выдающийся шведский учёный Карл Линней. В июне 1747 года Фредрик Хассельквист защищал диссертацию по теме «Vires plantarum».
С 1749 по 1752 год он участвовал в научных экспедициях. Фредрик Хассельквист был в Египте, Сирии, Палестине и на Кипре. Взяв в долг большую сумму денег, он собрал большие коллекции.
Фредрик Хассельквист умер в городе Измир 9 февраля 1752 года. Его коллекции были арестованы за долги и позже с большими сложностями выкуплены королевой Швеции Ловисой Ульрикой.

## Научная деятельность
Фредрик Хассельквист специализировался на мохообразных и на семенных растениях.

## Научные работы
- Iter Palestinum eller resa til Heliga Landet: förrättad ifrån år 1749 til 1752 (Стокгольм, 1757).

## Эпонимы
- Карл Линней в честь Фредрика Хассельквиста назвал род цветковых растений Hasselquistia L. (1755) семейства Зонтичные. В настоящее время это название рассматривается как синоним рода Tordylium L..
- В честь учёного назван вид ящериц, обитающих в Египте и на Ближнем Востоке, Ptyodactylus hasselquistii (Вееропалый геккон Хассельквиста).